# Abbaye Saint-Junien de Nouaillé-Maupertuis
L'abbaye Saint-Junien de Nouaillé-Maupertuis occupe le fond plat de la vallée du Miosson, à l'intérieur d'un ancien méandre abandonné, sur la commune de Nouaillé-Maupertuis, dans le département de la Vienne, dans la région Nouvelle-Aquitaine, à proximité de la ville de Poitiers.

## Historique
De l'importante fondation bénédictine, il subsiste à l'heure actuelle, un ensemble encore important de bâtiments. Ces derniers entourent la vaste église romane transformée à plusieurs reprises au cours des ans.
Pendant longtemps, le lieu ne fut occupé que par un petit monastère dépendant de l'abbaye Saint-Hilaire de Poitiers. L'église abbatiale prit plusieurs noms : Notre-Dame Saint Hilaire puis, depuis les transferts des restes de Saint Junien, en 830, elle prit ce dernier nom.

### L'époque carolingienne
À la fin du VIIe siècle, des religieux provenant de Saint-Hilaire de Poitiers quittèrent la ville pour chercher le silence à une quinzaine de kilomètres de Poitiers. Ils s'installèrent près d'un cours d'eau : le Miosson.
Au début du IXe siècle, les moines adoptèrent la vie communautaire. À partir de 808, ils se séparèrent de l'abbaye de Saint Hilaire, en adoptant la règle de saint Benoît.
Dès cette origine, l'abbaye est conçue comme un édifice imposant et indépendant. De ce premier établissement monastique, il a été retrouvé un pavage en terre cuite aux motifs imprimés avec des poinçons en bois gravés. Des plaques gravées d'entrelacs, insérées dans les murs de la crypte, datent aussi de cette époque.
En effet, au début de ce IXe siècle, l'abbé Godelin avait fait construire une nouvelle église qui a été dotée d'une crypte pour recevoir le tombeau de Saint Junien (ou Saint Julien), fondateur du monastère poitevin de Marié-Lévescault. La translation des reliques a lieu en 830. Cette crypte aménagée sous le chœur de l'église en reprendrait probablement le plan. Elle possède un chevet plat où s'inscrivent l'abside en hémicycle et les absidioles séparées par deux petites salles rectangulaires qui s'apparentent aux "secretaria" que l'on trouve dans les basiliques orientales.
Le sarcophage carolingien de saint Junien est présenté, de nos jours, au fond du chœur de l'église. Il conserve un décor peint exceptionnel, inspiré de tissus orientaux. Il représente des aigles dans trois médaillons perlés.

### Le Moyen Âge
Au début du XIe siècle, le monastère est dirigé par l'abbé Constantin. Le monastère est sous la protection des comtes de Poitou. Grâce à la générosité de ses hauts bienfaiteurs, l'abbaye devint riche et puissante. Elle connait, alors, son apogée.
L'abbé Constantin et ses successeurs entreprirent d'importantes restaurations. Ils réédifièrent une nef charpentée et à murs minces, alors qu'à cette même époque, des édifices prestigieux comme les abbatiales de Charroux ou de Maillezais, optaient pour un voûtement de pierre. Le plan de l'église présente une nef à quatre travées à peu près carrées et un transept, l'un des premiers en Poitou.
Au XIIe siècle, la nef de l'église est voutée en pierre. Afin d'assurer la solidité de l'édifice, la nef a été divisée en trois par deux séries de colonnes quadrilobées soutenant des arcs brisés. La partie centrale de la nef a reçu une voûte en berceau brisé à doubleaux et les collatéraux, des voûtes en plein cintre. Pour assurer la stabilité des voûtes, des arcs en  quart de cercle ont été placés dans les collatéraux, à mi-hauteur, entre les colonnes et le mur gouttereau.
Dans la seconde moitié du XIIe siècle, la façade occidentale a été masquée par la construction du clocher-porche, rémanence d'une tradition carolingienne (voir l'exemple de l'église de Saint-Benoit-sur-Loire). En Poitou, les églises avec un clocher-porche sont construites plus tôt, au cours du Moyen Âge, vers le XIe siècle, comme pour l'abbaye Saint-Sauveur de Saint-Savin-sur-Gartempe ou pour l'église Saint-Porchaire de Poitiers.
Au cours du XIVe siècle, les moines vont entourer leur abbaye d'une enceinte fortifiée. La régression économique au cours de cette période marquée par la guerre de Cent Ans et la lutte entre Français et Anglais, s'accompagne d'un moindre respect de la règle monastique.

### La première renaissance
Au XVIe siècle, comme les abbayes de l'Étoile, de Saint-Sauveur de Saint-Savin-sur-Gartempe, ou de Charroux, l'abbaye passe sous le régime de la commende: l'abbé, qui n'est plus forcément un moine, en perçoit les revenus mais laisse la direction de sa communauté et de ses affaires au prieur. Il peut ainsi cumuler "les bénéfices", c'est-à-dire les charges et donc les revenus ecclésiastiques. C'est le cas de Raoul du Fou qui sera notamment évêque d'Évreux.
Raoul du Fou va faire construire à la fin du XVe siècle un superbe logis abbatial : c'est aujourd'hui, la mairie avec sa porte d'entrée de style gothique flamboyant. L'abbé a commandité d'autres chantiers : sacristie, salle capitulaire, baie du clocher.
Après un siècle de prospérité, les désordres et les saccages des armées protestantes ont particulièrement marqué la province du Poitou. L'abbaye connait le sort de la plupart des abbayes et des églises poitevines. En 1569, l'armée protestante de l'amiral de Coligny pille et brûle l'abbaye : le chœur de l'abbatiale, le cloître, les dortoirs disparaissent dans l'incendie. La nef est relativement épargnée.

### La deuxième renaissance

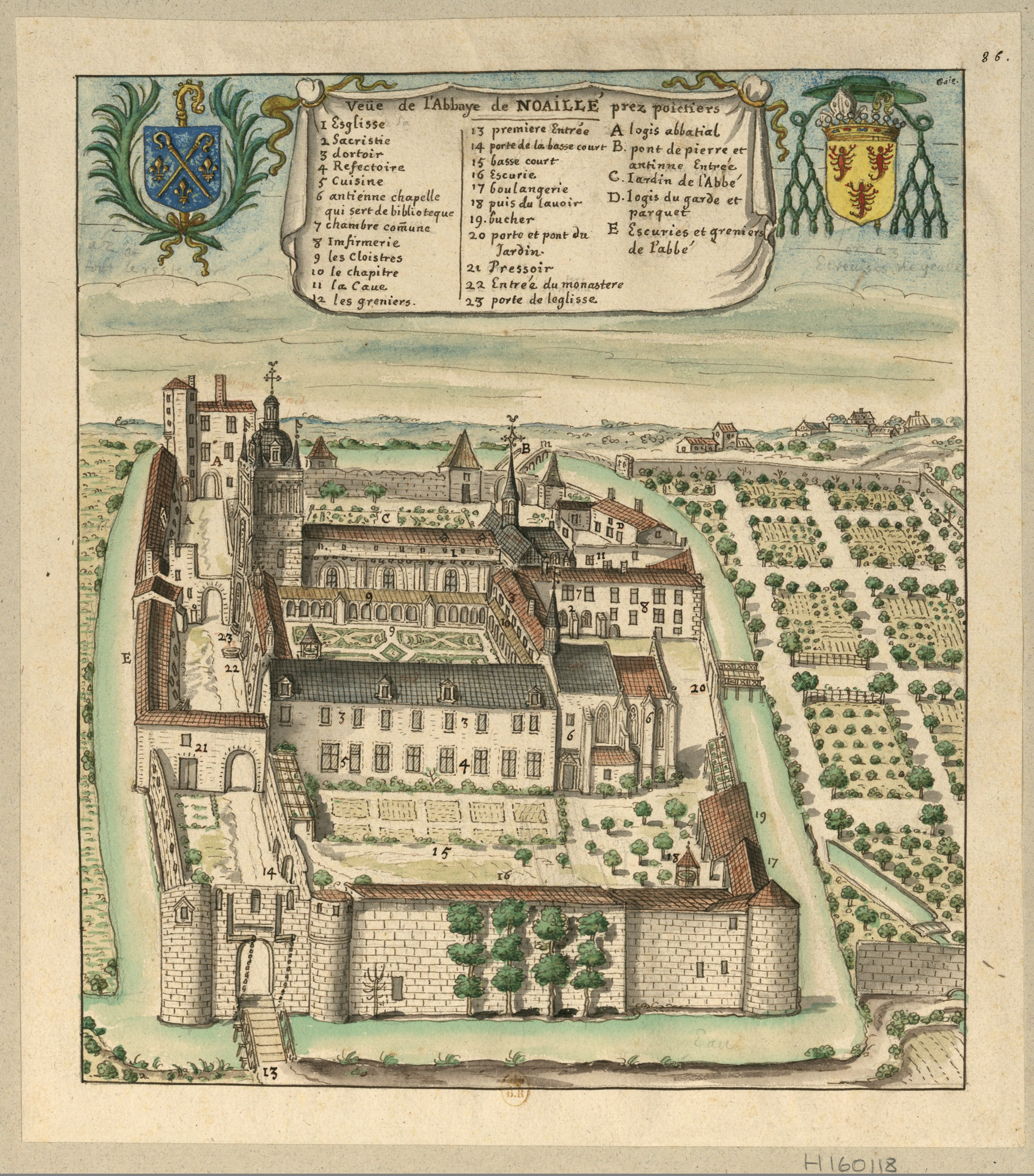
L'abbaye Saint-Junien en 1699.

Même si l'abbaye rentre dans la congrégation de Saint-Maur en 1618, sous l'énergique impulsion de François de La Béraudière, abbé de 1597 à 1646, il faudra encore attendre pour que les moines reviennent à la ferveur primitive que les mauristes entendaient faire revivre.
Faute d'argent, la restauration des bâtiments endommagés va demander de longues années. La reconstruction de l'église, de la toiture et des dortoirs commence à partir de 1645. Les stalles et le jubé sont réalisés entre 1661 et 1664. Il faudra patienter jusqu'en 1690 pour voir l'achèvement des travaux du chœur.
Alors que le grand bâtiment d'habitation au sud de l'abbatiale est construit en 1731, l'abbaye ne compte plus que 7 moines en 1734. Ils ne sont plus que 9 en 1790, à la veille de la suppression de l'abbaye. Elle est vendue en 1792.

### LesXIXeetXXesiècles
Après la Révolution, l'ancienne abbatiale devient église paroissiale, ce qu'elle est encore de nos jours. Quelques réparations ont permis l'utilisation de l'édifice alors en mauvais état. Le passage de Prosper Mérimée en 1836 sera déterminant pour son sauvetage.
Au début du XXe siècle, deux cloches sont transportées à la cathédrale de Poitiers, en dépit de l'opposition des habitants. Deux cloches subsistent, dénommées Sainte-Marie et Saint-Junien.
Au milieu du XXe siècle, certaines parties de l'ancienne abbaye se présentent dans un état qui justifiera des réparations qui seront entreprises après-guerre : « Il y a, à Nouaillé, beaucoup d'améliorations à apporter dans l'intérêt de ce chef-d’œuvre religieux. Depuis la réfection du plancher de la sacristie à l'entretien des murailles extra-muros qui donnent, aujourd'hui encore, une idée de l'importance de l'abbaye, en passant par les cloches. Il y a toute une série d'aménagements à réaliser. »
Ce monument a fait l'objet de protections patrimoniales successives au titre des monuments historiques : classements en 1846, le 1er janvier 1945, le 4 juin 1957 et une inscription complémentaire le 23 décembre 1957.

## Description

### Extérieur
L'abbaye est ceinte de douves et de remparts (XIIIe siècle) dont il reste des tours: deux encadrent encore le pont qui permet de traverser le Miosson ; ainsi que deux portes de part et d'autre de l'église.
Au XIIe siècle, à l'extrémité occidentale de l'église, le clocher-donjon, avec son chemin de ronde, élevé sur un porche couvert d'une curieuse coupole sur trompes fut construit. Sous le clocher porche, les vingt-quatre vieillards de l'apocalypse sont placés sous une des rainures.
La façade occidentale est de style gothique.
Le mur extérieur nord constitue la partie la plus ancienne de l'abbatiale (XIe siècle); le petit appareil cubique remonte, en effet, à l'époque carolingienne. Au-dessus des deux larges arcades très simples du rez-de-chaussée, s'élève un système d'arcatures plus petites reposant sur des pilastres ou sur des colonnettes. Quand, au XIIe siècle, il a été décidé de remplacer le plafond en charpente de la nef par une voûte en pierre plus haute, le mur sud extérieur de la nef a reçu ce système d'arcatures  pour le renforcer, de même qu'une série de contreforts; à l'intérieur de l'église, la nef, trop large pour être voûtée, était au même moment divisée en une nef et deux collatéraux par une série de piliers recevant les retombées de la voûte en berceau

### Intérieur

#### Le clocher-porche
Les quatre piles du clocher-porche reçoivent une très haute coupole octogonale. La coupole est sur trompes. D'un oculus central situé au fait de la coupole partent huit branches de minces ogives. Elles sont reçues par des colonnettes d'angle. Un cordon mouluré ceint la base de la coupole. De beaux modillons sculptés soutiennent les tablettes triangulaires. Quatre fenêtres hautes laissent passer une abondante lumière.
Les chapiteaux des gros piliers portant la coupole représentent des épisodes du Nouveau Testament  et notamment une curieuse scène qui décrit la lutte entre des hommes aux pieds entravés et des femmes armées de lourdes massues.
Les chapiteaux représentent :
- des feuilles d'acanthe
- une femme réalisant des figures acrobatiques
- un moine sous un capuchon est encerclé par un homme qui lui sert à boire et à manger et par un autre qui le menace de son épée à laquelle pend une tête coupée, et qui en même temps, s'empare de l'outre d'un troisième personnage.
- moines soufflant dans un cor
- monstres
- lutteurs

La collatérale nord du clocher-porche, voutée en demi-berceau assure la contrebutée de la coupole.

#### La nef
La nef est couverte d'un berceau brisé articulé par des arcs doubleaux. Elle comporte quatre travées approximativement carrées. Les grandes arcades retombent sur des piles de section quadrilobée. Un arc étrésillon en quart de cercle prenant appui sur le mur gouttereau contribue à raidir les piliers de la nef. En effet, lorsque les moines ont voulu remplacer la charpente de la nef par une voûte en pierre, il a fallu, comme pour la collégiale de Saint-Hilaire-le-Grand de Poitiers, diviser en trois vaisseaux la nef.
Les bas-côtés sont voutés en berceau en plein cintre.
Dans la nef, l'ornementation sculptée des chapiteaux des colonnes est simple : volutes, feuillages, masques d'homme. En revanche, les chapiteaux des colonnettes jumelées qui supportent les doubleaux présentent parfois des scènes historiées : chimères, lions à queues évasées en feuillage, oiseaux buvant dans un calice, joueur de cor, moine donnant à boire à un maçon.
Il reste quelques vestiges de peinture murale romane sur les piliers et sur les murs latéraux. On distingue un évêque (Est-ce saint Hilaire?) et peut-être une représentation de saint Benoit.

#### Le chœur et le transept
Le transept et le chœur furent détruits par les Huguenots en 1569. Ils furent reconstruits entre 1683 et 1690. L'abside autrefois en hémicycle fut alors remplacée par un chevet droit.
Le transept et le chœur ont reçu alors des voûtes de type gothique à liernes et tiercerons, mais on peut voir encore en place, au nord du transept, un tailloir sculpté d'entrelacs.

#### Les cryptes
Trois cryptes furent découvertes en 1945. Elles possèdent plusieurs colonnes de l'église primitive dont l'une daterait du Ve siècle. Des traces de peinture sont encore visibles dans la crypte centrale.

## Mobilier
On peut admirer :
- un jubé de bois de 1663 de Jean Girouard
- des stalles du XVIIe siècle de Jean Girouard
- dans un enfeu, derrière le maître-autel, un sarcophage du VIIIe siècle dit "chasse de Saint Junien". Saint Junien du Poitou est à distinguer du Saint Junien vénéré dans le Limousin. Saint Junien du Poitou serait le premier bénédictin de la région, né en 510/515 et mort le 13 août 587. Les peintures du tombeau seraient de la fin du VIIIe siècle/début du IXe siècle. Celles de l'enfeu sont, quant à elles, du XVIIe siècle.
- beau lutrin en bois
- une pietà en terre cuite du XVIIe siècle qui se trouvait à l'origine dans le retable de la chapelle de Monvinard

## Liste des prieurs et abbés

### Prieurs
- 559-5?? : saint Junien
- 5??-626 : Auremond
- 626-664 : Chrocelme
- 664-7?? : Abbomière
- 7??-7?? : Abolomière
- 7??-7?? : Hermenbert
- 7??-799 : Némaud  (1)

### Abbés
- 799-816 : Némaud (2)
- 816-830 : Dadène
- 830-863 : Godolène
- 863-8?? : Autulfe
- 8??-915 : Guérin
- 915-929 : Rainaud
- 929-949 : Rothard
- 949-962 : Alboin (évêque de Poitiers)
- 962-989 : Frotaire
- 989-1003 : Foulques
- 1003-1007 : Gausbert
- 1007-1014 : Constantin
- 1015-1024 : Pétrone
- 1024-1036 : Aymon
- 1036-1040 : Richard
- 1040-1074 : Pierre I
- 1074-1078 : Humbert
- 1078-1091 : Bertrand
- 1091-1115 : Geoffroy I
- 1115-1133 : Raoul I
- 1133-1150 : Guillaume I
- 1150-1182 : Robert
- 1182-1198 : Josselin de Mortemart
- 1198-1205 : Guillaume II de Moulins
- 1205-1238 : Raoul II
- 1238-1265 : Guillaume III
- 1265-1309 : Hélie Guidonis
- 1310-1331 : Audebert Porret
- 1331-1370 : Guillaume IV
- 1370-1393 : André de Montjean
- 1393-1409 : Pons Tavelli
- 1409-1447 : Jean I
- 1447-1473 : Geoffroy II
- 1473-1510 : Raoul III du Fou
- 1510-1540 : Claude de Husson de Tonnerre
- 1540-1574 : Jean II de Mareuil de Montmoreau
- 1574-1589 : Jacques des Prez de Montpezat
- 1589-1590 : Pierre II des Prez de Montpezat
- 1590-1597 : Bernard de Benoist
- 1597-1646 : François Ier de La Béraudière de Rouet de Sigon
- 1646-1651 : Emmanuel-Bernard de La Béraudière de Rouet de Sigon
- 1651-1656 : Basile Fouquet de Vaux
- 1656-1665 : François II de Rébé d’Amplepuis
- 1666-1680 : Claude de Thiard de Bissy
- 1680-1721 : cardinal Henri-Pons de Thiard de Bissy
- 1721-1730 : Michel Poncet de La Rivière
- 1730-1742 : Mathias Poncet de La Rivière
- 1742-1757 : Jean III Ignace de La Ville de Miremont
- 1757-1791 : Joseph de La Ville de Miremont

Source : Gallia Christiana

## Les bâtiments conventuels
L'aile occidentale est la seule partie conservée des bâtiments du XIIe siècle. Non loin du clocher-porche, une cheminée cylindrique ajourée de fentes étroites décorées de dents-de-scie et terminée par un couronnement conique du XIIe siècle jaillit de la toiture. Elle laisse supposer la présence du chauffoir de l'abbaye. Par ailleurs, une petite tour portée par une souche carrée s'élève aussi d'un autre toit. Elle constitue le couronnement supérieur d'un escalier à vis.
Le logis abbatial du XVe siècle abrite aujourd'hui les services de la mairie.